# دختر همسایه (فیلم ۲۰۰۷)
دختر همسایه (انگلیسی: The Girl Next Door) فیلمی ترسناک و وحشت روان‌شناختی و یک اثر اقتباسی به کارگردانی گرگوری ویلسون است که در سال ۲۰۰۷ منتشر شد. از بازیگران آن می‌توان به بلانش بیکر، بلث آئوفارث، کوین چامبرلین و ویلیام آترتون اشاره کرد. فیلم بر اساس داستان واقعی شکنجه و قتل سیلویا لایکنس توسط یک زن خانه دار اهل ایندیاناپلیس به نام گرترود بانیسزوسکی می باشد. این فیلم اقتباسی سعی نمی‌کند بر شواهد و مستندات دادگاه وفادار باشد.
به اصل جنایت نیز اشاره ندارد. اما خشونت شکنجه بر اساس شواهد اثبات نشده و ادعاهای جینی لایکنز را در یک اثر درام به تصویر میکشد.
فیلم دیگری در همین سال بر اساس شواهد اثبات شده قتل سیلویا لایکنس ساخته شد به نام یک جنایت آمریکایی که بسیار به مستندات دادگاه وفادار است .